# Skeneopsis planorbis
Skeneopsis planorbis é uma espécie de molusco pertencente à família Skeneopsidae.
A autoridade científica da espécie é O. Fabricius, tendo sido descrita no ano de 1780.
Trata-se de uma espécie presente no território português, incluindo a zona económica exclusiva.